# Fortress
Fortress es el cuarto álbum de la banda de metal alternativo Alter Bridge, lanzado el 25 de septiembre de 2013, a través de Roadrunner Records en la compañía Warner Music, después de que la compañía EMI desapareció un año antes, y Roadrunner Records era la subsidiaria de la desaparecida EMI.

## Historia
Después de la larga gira que tuvo el vocalista de la banda Myles Kennedy con el guitarrista Slash, y la gira promocional del álbum debut del guitarrista de la banda Mark Tremonti, los miembros de Alter Bridge se reunieron en diciembre del 2012 para discutir el nuevo álbum y la futura gira que emprenderían. Entraron a los estudios a grabar en enero del 2013 mientras estaban de gira con sus proyectos en solitario, la grabación continuo desde el 26 de abril de 2013 hasta el 2 de julio del 2013, días después se dio a conocer el nombre del nuevo álbum titulado "Fortress".
La portada y la lista de canciones del álbum fueron puestas en libertad el 31 de julio, la portada fue diseñada por Dan Tremonti.
La portada del primer sencillo "Addicted To Pain" fue mostrada el 4 de agosto, al día siguiente anunciaron la fecha del lanzamiento del sencillo, la canción fue puesta en libertad días antes. El 5 de septiembre el vídeo oficial del sencillo "Addicted To Pain" fue puesto en libertad, y fue dirigido por el galardonado director Dan Catullo.
El 23 de septiembre la banda puso en libertad el disco por un corto tiempo en la página Metal Hammer, exclusivamente en Reino Unido.
La banda toco por única vez en los Estados Unidos el 4 de octubre antes de lanzarse a su gira Europea Fortress Tour 2013-2014. El 19 de octubre Alter Bridge tocó nuevamente en el legítimo estadio de Wembley donde tocaron la canción "Watch Over You" junto con Elizabeth "Lzzy" Hale como voz adicional.
El 24 de octubre el cantante Myles Kennedy dijo a través de una entrevista con Bravewords que la canción bonus "Outright", había sido titulada incorrectamente ya que el título original era "Outright Two" ya que contó con partes de una canción previamente grabada cuando entró en la etapa de masterización, el título no se cambió y se imprimió como "Outright". La canción es en realidad titulada "Never Say Die" y será presentada como tal en próximas ediciones

## Crítica y Recepción
El álbum es aclamado por la crítica, una lista hecha por Metacritic, recibió 81 de 100, la cual habla de aclamación mundial, de las cuales se destacan calificaciones perfectas de Total Guitar y Kerrang!, cada uno de 5 estrellas.Y en las listas ha tenido gran desempeño, debutando en #6 de las listas británicas, siendo este el número más alto de la banda hasta el día de hoy, y #12 en las listas de Billboard, siendo este, el número más alto desde One Day Remains, álbum debut de la banda.

## Lista de canciones
Todas las canciones escritas y compuestas por Alter Bridge. 
| Fortress1 |                        |          |  |
| N.º       | Título                 | Duración |  |
| 1.        | «Cry of Achilles»      | 6:30     |  |
| 2.        | «Addicted to Pain»     | 4:16     |  |
| 3.        | «Bleed It Dry»         | 4:44     |  |
| 4.        | «Lover»                | 5:17     |  |
| 5.        | «The Uninvited»        | 4:47     |  |
| 6.        | «Peace Is Broken»      | 4:40     |  |
| 7.        | «Calm the Fire»        | 6:04     |  |
| 8.        | «Waters Rising»        | 5:39     |  |
| 9.        | «Farther than the Sun» | 4:07     |  |
| 10.       | «Cry a River»          | 4:00     |  |
| 11.       | «All Ends Well»        | 5:12     |  |
| 12.       | «Fortress»             | 7:36     |  |
| 13.       | «Outright»             | 3:47     |  |

## Integrantes
Alter Bridge
- Myles Kennedy – Voz principal, guitarra rítmica y guitarra líder.
- Mark Tremonti – Guitarra líder, guitarra rítmica, coros, voz principal "Waters Rising"
- Brian Marshall – Bajo
- Scott Phillips – Batería, percusión.

Producción
- Michael "Elvis" Baskette - Producción , mezcla , arreglos de cuerda.
- Jef Moll - Ingeniería y edición digital.
- Ted Jensen - Masterización.
- Daniel Tremonti - Portada